# 高原真
高原 真（たかはら まこと、1927年 - ）は、日本の経営学者。東京家政学院短期大学教授。愛知県出身。

## 来歴
駒澤大学商経学部卒業。 愛知学芸大学、東京学芸大学を経て1959年産業能率短期大学（現産能大学）着任、1982年同教授。
1986年岡崎女子短期大学教授、同経営実務科学科長。1989年(平成元年)東京家政学院短期大学教授、1995年(平成7年)同 英語学科長。1997年3月　同 定年退職。
同年4月より産能大学非常勤講師、中央職業能力開発協会ビジネスキャリア試験委員を歴任。経営コンサルタント。
著書に『事務管理』『事務合理化計画の立て方』『報告書・レポート作成の技術 : すんなり読ませる書き方・まとめ方』『システム分析・改善のための業務フローチャートの書き方 』など
。

## 著書
- 「国立国会図書館サーチ」を参照
- 「CiNii>高原真」を参照